# Affaire des plombiers
L’affaire des plombiers, affaire des micros, ou « Watergaffe », est un scandale français ayant, en 1973, impliqué la Direction de la Surveillance du territoire (DST) et le journal Le Canard enchaîné.

## Contexte
Début 1972, le journal Le Canard enchaîné dévoile les feuilles d'impôt du Premier ministre Jacques Chaban-Delmas. Le ministre de l'Intérieur, Raymond Marcellin, demande aux Renseignements généraux d'effectuer une enquête approfondie sur le Canard et de débusquer ses taupes. Les mois d'enquête des RG ne donnent aucun résultat, et la note de cent cinquante pages écrite par le service à la destination du ministre ne révèle rien d'intéressant. Crispé par l'échec de l'opération, Marcellin demande à l'autre service de renseignement intérieur, la DST, de reprendre l'enquête à zéro.

## Historique
Le soir du 3 décembre 1973 vers 22 h 15, André Escaro, dessinateur et administrateur du Canard enchaîné, sort d'un cinéma et vient récupérer sa voiture garée non loin du 173, rue Saint-Honoré. C'est ainsi qu'il passe par hasard devant les locaux où l'hebdomadaire doit s'installer après la fin des travaux. Il y aperçoit de la lumière. Devant l'entrée, il surprend deux faux agents de la paix en uniforme (mais de vrais policiers) munis de talkies-walkies et au troisième étage deux « plombiers » en pleins travaux... Ceux-ci sont en réalité des agents de la DST occupés à installer des mouchards dans les bureaux afin, par exemple, d'identifier les personnes communiquant des informations sensibles au Canard enchaîné. Escaro aperçoit ainsi des lames de plancher soulevées, des câbles et des boîtiers électriques, du matériel qui n'a rien à voir avec la plomberie, installé par le groupe sonar de la DST alors que le groupe fontaine s'est chargé de serrures pour l’ouverture et la fermeture des portes. L'opération aurait dû être menée par le Service de documentation extérieure et de contre-espionnage (SDECE) mais l'affaire Marković qui avait échaudé Georges Pompidou l'avait conduit à faire le ménage au SDECE et Pompidou pensait que des informateurs du Canard étaient des agents du SDECE.
Dans la soirée, le Canard appelle les grands médias nationaux pour les alerter de la situation. Malgré des preuves irréfutables fournies notamment par le Canard lui-même (trous dans le mur pour cacher les équipements d'écoute, plaques d'immatriculation maladroitement camouflées des véhicules des plombiers qui prouvent que ceux-ci appartiennent aux services de police, témoins reconnaissant les « plombiers », ces agents démasqués menaçant de tout révéler au public s'ils sont poursuivis par la justice), la DST nie les faits alors que « les plombiers » ont reçu l’ordre de rester chez eux ou de partir en vacances, le temps que ça se calme. Le ministre de l'Intérieur Raymond Marcellin crie à la conspiration, le Premier ministre Pierre Messmer invoque un canular monté par l'hebdomadaire mais ce dernier enquête et, grâce à un informateur membre de la DST et dégoûté de ces manœuvres, révèle que l'« opération Palmes » visant à sonoriser les locaux du journal est diligentée par Marcellin. À la mi-décembre 1973, Le Canard, par l'intermédiaire de son avocat Roland Dumas, dépose une plainte contre X pour violation de domicile et tentative d'atteinte à la vie privée. Un procès est ouvert, qui donnera raison à l'administration française. 
Le 29 décembre 1976, Hubert Pinsseau, juge d'instruction à Paris, rend une ordonnance de non-lieu dont les attendus précisent que le Canard n'a été victime ni d'une violation de domicile car les locaux étaient inoccupés au moment des faits, ni d'une atteinte à la vie privée puisque « des journalistes ne peuvent avoir, dans un local professionnel, que des conversations d'ordre politique, général ou professionnel ». En juillet 1977, la chambre d'accusation de Paris confirme le non-lieu. Après un pourvoi en cassation du journal par l'intermédiaire de son avocat Roland Dumas, la chambre d'accusation d'Amiens déclare en octobre 1978 l'action publique éteinte, arguant que plus de trois ans se sont écoulés depuis le début de la procédure judiciaire le 12 décembre 1973. Le 7 février 1980, la Cour rejette l'ultime pourvoi en cassation. L'affaire des micros du Canard trouve son épilogue judiciaire avec une décision très controversée, si bien qu'elle est vite surnommée « Watergaffe », en référence au scandale du Watergate qui avait ébranlé les États-Unis quelque temps auparavant.
Depuis cet épisode, l'administration du Canard enchaîné a laissé par dérision une plaque en marbre (avec comme inscription « Don de Marcellin, ministre de l'Intérieur 1968-1974 ; ici, dans la nuit du 3 décembre 1973, des plombiers furent pris en flagrant délit d'installation de micros »), déposée en décembre 1974 en hommage au ministre de l'Intérieur Raymond Marcellin sur le mur dans le bureau du rédacteur en chef, au-dessus du trou que les agents avaient percé pour y installer leurs équipements.

## Conséquences
Une conséquence de cette affaire fut l'augmentation du tirage du Canard qui passa de 450 000 exemplaires à plus d'un million dans la semaine suivant les révélations.
L'affaire des plombiers, par son retentissement, a indirectement conduit le Premier ministre, Pierre Messmer et le président de la République, Georges Pompidou, deux mois et demi après les faits, à permuter les ministres de l'Intérieur et de l'Agriculture lors de la formation du troisième gouvernement de Pierre Messmer, le 1er mars 1974 : Raymond Marcellin, jusque-là ministre de l'Intérieur et ayant la tutelle de la DST, a ainsi échangé son poste avec celui de Jacques Chirac, ministre de l'Agriculture et du Développement rural.
Le Canard enchaîné salua alors son départ pour le ministère de l'Agriculture par la manchette « De la matraque à la charrue ». L'affaire des plombiers est l'un des éléments qui a contribué à la victoire de Valéry Giscard d'Estaing à l'élection présidentielle de 1974, et à la montée en puissance de Jacques Chirac.

### Filmographie
- Les Micros du Canard, documentaire diffusé sur la chaine française 13e rue, réalisé par Alexandre Fronty et Thomas Risch. Production Zoulou Cie, 2008 [voir en ligne] [vidéo].